# Jan Chrzciciel Albertrandi
 (mars 2024).
Si vous disposez d'ouvrages ou d'articles de référence ou si vous connaissez des sites web de qualité traitant du thème abordé ici, merci de compléter l'article en donnant les références utiles à sa vérifiabilité et en les liant à la section « Notes et références ».
Jan Chrzciciel Albertrandi, né le 7 décembre 1731 à Varsovie et mort le 10 août 1808 dans la même ville, est un évêque catholique et historien polonais.

## Biographie
Albertrandi est né à Varsovie en 1731, fils d’un boucher. Il entre à seize ans dans la Compagnie de Jésus. Après avoir enseigné douze ans dans les maisons de Pułtusk, de Płock, de Nicswiez et de Vilnius, il est appelé par Józef Andrzej Załuski, qui le nomme bibliothécaire et le charge du classement de ses livres. En 1764, l’archevêque-primat Łubieński lui confie son neveu, Feliks Łubieński. Après avoir dirigé les études de ce jeune homme, Albertrandi l’accompagne dans ses voyages, notamment en Italie. En 1775, le jeune Łubieński offre au roi Stanislas II la collection d’anciennes médailles qu’il avait recueillies en Pologne et dans ses voyages : le monarque apprécie et le nomme lecteur et directeur de son cabinet d’antiquités. Albertrandi, admis à l’intimité du prince, lui parle des documents de l’histoire de Pologne qui se trouvent dans les bibliothèques et archives étrangères. Le roi le charge de les rassembler. En 1782, Albertrandi se rend en Italie, où pendant trois ans il transcrit des documents relatifs à l’histoire de son pays de la Bibliothèque apostolique vaticane et de différentes archives. Ces copies ou, comme il les appelle, ces excerpta, écrites de sa main, forment une collection de 110 volumes in-fol. Pendant l’époque où les princes de la Maison Vasa commandent en Pologne, un grand nombre de livres, de diplômes et de manuscrits sont transportés en Suède. Albertrandi, revenu de l’Italie, va en Suède pour y faire le même travail. Admis dans les bibliothèques et dans les archives de Stockholm et d’Uppsala, mais sans obtenir, comme en Italie, la permission de prendre des copies, il passe la journée à lire attentivement, et réalise ses excerpta chez lui. Doué d’une bonne mémoire, il est capable de recopier tout ce qu’il a lu. Ainsi, il compose une nouvelle collection qui, jointe à celle réalisée en Italie, forme un manuscrit de 200 volumes in-fol. Ces richesses sont ensuite déposées dans la bibliothèque du roi de Pologne, Adam Naruszewicz, et Albertrandi en fait usage pour les travaux qu’il publie sur l’histoire de ce royaume. De la bibliothèque du roi, la collection passe entre les mains de Tadeusz Czacki, qui l’achète pour la bibliothèque du gymnase de Kremenets en Volhynie, où elle se trouve aujourd’hui[réf. nécessaire]. Le prince Adam Kazimierz Czartoryski acquiert aussi, pour sa bibliothèque de Puławy, un grand nombre de diplômes en rapport à l’histoire de Pologne. Stanislas II, voulant témoigner sa satisfaction à AlbertrandI, le nomme son bibliothécaire, et lui donne l’évêché de Zenopolis (de). Il lui confère aussi les insignes de l’Ordre de Saint-Stanislas et la grande médaille d’or qui porte l’inscription Merentibus. Chargé de mettre en ordre la belle bibliothèque de ce monarque, Albertrandi réalise un catalogue dans lequel on trouve des remarques critiques sur chacun des ouvrages. Ce catalogue, composé de 10 volumes in-octavo, est, par les soins de Tadeusz Czacki, transporté avec la bibliothèque royale à Kremenets. C’est à Albertrandi que la ville de Varsovie doit l’érection de son académie, connue sous le nom de Société des Amis des sciences ; il la préside jusqu’à sa mort en août 1808.
Albertrandi, talentueux, doté d'une bonne mémoire et méthodique, se perfectionne par une constance de travail peu commune. On l’appelle le Polyhistor polonais. Il connaissait le grec, le latin, l’hébreu et la plupart des langues européennes, comme le français, l’anglais, l’italien et l’allemand. Comme fondateur et président de l’Académie de Varsovie, Albertrandi ouvre la première séance. Après sa mort, son ancien élève Feliks Łubieński, alors ministre de la justice, réalise une notice sur lui à l’Académie de Varsovie.

## Œuvres
- Les Annales de la république romaine, depuis la fondation de Rome jusqu’aux temps des Césars, d’après Maequer, avec des additions qui ont rapport à l’histoire, à la géographie, aux mœurs, aux formes du gouvernement, aux spectacles, aux sacrifices, aux fonctions et dignités chez les Romains, etc. (In-octavo), Varsovie, 1768 (réimpr. 1806) (1re éd. 1768)
- Annales du royaume de Pologne (In-octavo), Varsovie, 1768L’auteur avait pris pour modèle l’Abrégé chronologique de l’histoire de Pologne, par Friedrich August Schmidt, Varsovie et Dresde, 1763, in-octavo. Albertrandi y ajoute le règne d’Auguste III, et, d’après les changements qu’il avait faits à l’ouvrage, il doit en être considéré comme l’auteur plutôt que comme le traducteur.
- Le Moniteur, Varsovie, 1761-1784Il contient un grand nombre d’articles donnés par Albertrandi.
- Les Entretiens agréables et utiles, Varsovie, 1769-1777Ce recueil périodique en nous avons 16 volumes fut fondé par Naruszewicz et continué par Albertrandi ; les volumes qui appartiennent à ce dernier ont été réimprimés.
- Antiquités romaines éclaircies par les médailles frappées dans les temps de la république et des seize premiers Césars, et conservées dans le cabinet de Stanislas-Auguste, roi de Pologne : mémoires lus par Jean Albertrandy en différentes séances de l’Académie royale de Varsovie ; ils se trouvent dans ceux de l’Académie, d’où ils ont été tirés et réimprimés à part à l’imprimerie des Piaristes, 3 vol., 1803, 1807 et 1808. Le second volume est intitulé : Monuments pour l’histoire ancienne, en particulier pour colle de Rome, d’après les médailles de la république romaine et des Césars, jusqu’à l’empereur Commode. On trouve aussi dans les Mémoires de l’Académie de Varsovie un grand nombre de dissertations et discours prononcés aux séances de l’Académie. La dissertation sur les Muses, insérée dans le premier volume des Mémoires de l’Académie, a été publiée séparément, Varsovie, 1801, in-8°, et traduite en latin par l’auteur même, Varsovie, imprimerie des Piaristes, 1801, in-8°. La dissertation sur le Soleil, comme divinité païenne, insérée dans le tome 4 des Mémoires de l’Académie, est remarquable par l’étendue des recherches.[incompréhensible]

- Histoire de Pologne, pour les trois derniers siècles, expliquée par les médailles de l’époque (In-octavo), Varsovie, 1825 (date de découverte)
- Choix des annales polonaises jusqu’au règne de Vladislas IV
- Histoire d’Étienne Battori